# Else Lasker-Schüler
Elisabeth (Else) Lasker-Schüler, född Schüler den 11 februari 1869 i Elberfeld, död den 22 januari 1945 i Jerusalem, var en tysk poet, prosaist, pjäsförfattare och essäist. Hon var en av expressionismens främsta företrädare åren före första världskriget och under mellankrigstiden. Till svenska tolkades ett par av hennes dikter första gången av Bertil Malmberg och Johannes Edfelt i en antologi 1934. En större introduktion av henne gjorde Peter Handberg med volymen Dikter & porträtt (2008). Denna följdes upp 2022 med volymen Pärlor ur min krona, ytterligare ett dikturval i tolkning av Marie Tonkin. 

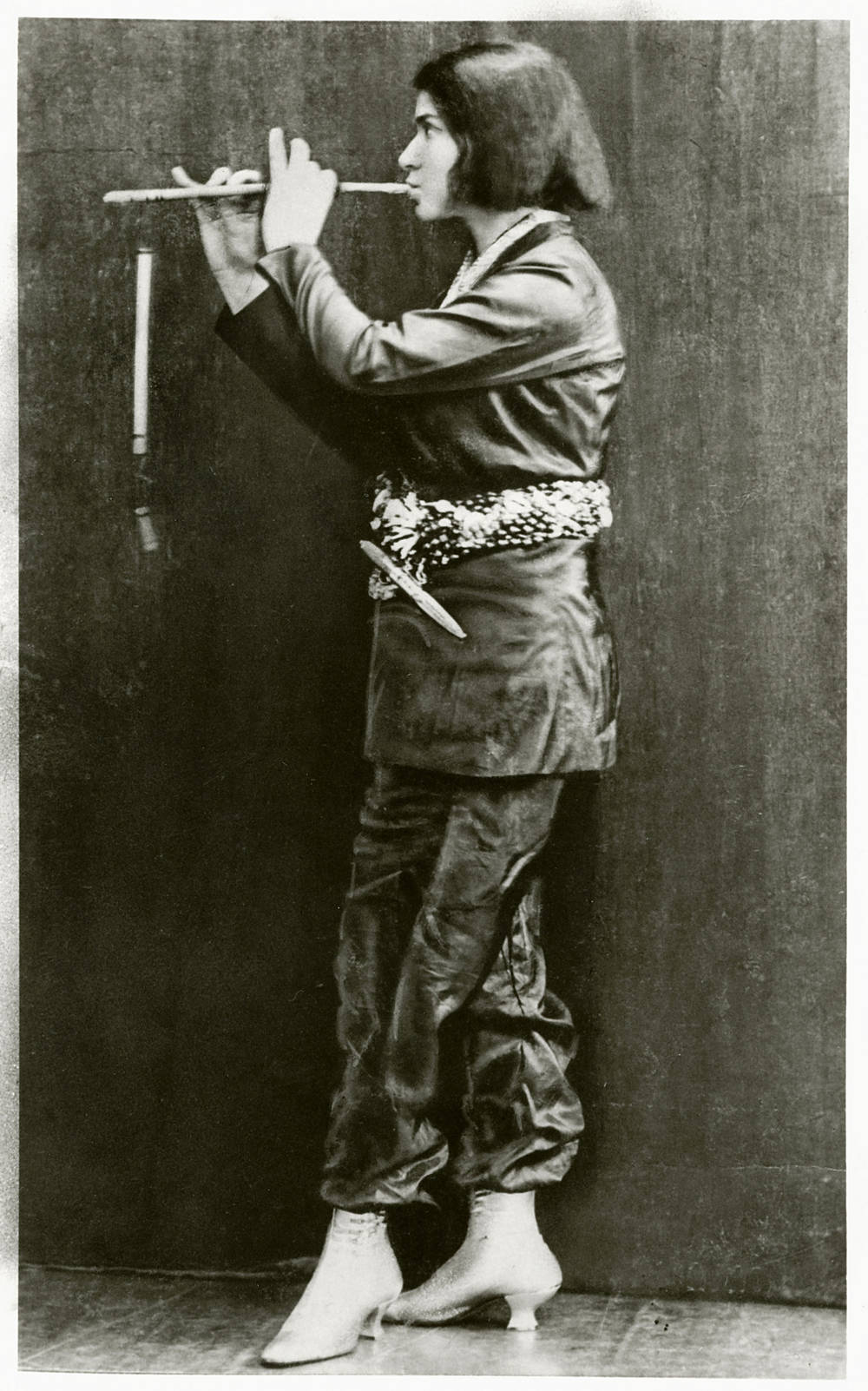
Detta foto av Elsa Lasker-Schüler var frontespis till hennes brevroman Mein Herz (1912), klädd som sitt alterego Jussuf, prins av Thebe, i silkeskläder med dolk i bältet och flöjt i mun.

## Liv och verk
Else Schüler var yngst av sex barn till bankiren Aaron Schüler (1825–1897), som senare stod modell för huvudpersonen i dramat Arthur Aronymus und seine Väter (1932), och Jeanette Schüler, född Kissing (1838–1890), en centralgestalt i dotterns författarskap. Hon gifte sig 1894 med läkaren och schackmästaren Berthold Lasker (1860–1928). Berlin blev parets hemvist och här föddes deras enda barn, sonen Paul, i augusti 1899. Han avled i tuberkulos 1927. 
I Berlin kom Else Lasker-Schüler i kontakt med samtidens tongivande litterära kretsar mot slutet av 1890-talet. Hon skilde sig 1903 och gifte om sig samma år med Georg Lewin som hade tonsatt flera av hennes första publicerade dikter och fått dem framförda vid en konsert i mars året innan. Han skulle senare bli mer känd under författarnamnet Herwarth Walden – ett namn Else kom på åt honom – och även fungera som en viktig förläggare av ung expressionistisk litteratur och utgivare av tidskriften Der Sturm. Detta andra äktenskap för Else varade till 1912.
Lasker-Schüler gjorde sin debut med diktsamlingen Styx (1902), följd av ytterligare en diktsamling 1905. Hennes tredje bok, Das Peter Hille-Buch (1906), var skriven som en legendsamling, där det kvinnliga berättarjaget Tino åtföljer Peter Hille (1854–1904) på dennes profetiska väg genom bokens 47 episoder. Året efter återkom Tino i Die Nächte der Tino von Bagdad. Här ger denna kvinnliga arabiska skald uttryck för sin orientaliskt färgade fantasi i ett antal episoder. 
Dramat Die Wupper (1909) hämtade sin titel från den flod som rinner genom födelsestaden Wuppertal. Skådespelet sattes upp första gången i efterkrigstidens Berlin 1919. Med diktsamlingen Meine Wunder (1911) blev hon en av landets ledande expressionister. Merparten av dikterna var hämtade från hennes andra diktsamling Der siebente Tag (1905). 
Hennes udda, fantasifulla roman Der Malik (1919) började skrivas sex år innan den utkom och består av två delar. Första delen innehåller 55 brev, som alla är riktade till den "älskade blå ryttaren Franz Marc", som också är den som bär titeln "malik" (en semitisk term för "kung"). De långa och korta brevens avsändare är malikens yngre halvbroder prins Jussuf. Sedan den verklige Franz Marc hade stupat i strid under slaget vid Verdun 1916, påbörjade Lasker-Schüler så småningom bokens andra del. Denna utgörs av ett "kröningstal", som hålls av prins Jussufs yngre broder Bulus Andromeid Alcibiad der Schöne. Han berättar i sitt installationstal historien om prins Jussufs tid vid makten och om den olidliga sorgen som rådde efter ryttarnas ryttare, Der Blaue Reiter Franz Marc.
Efter första världskriget medarbetade hon i veckotidskriften Die Weltbühne. Tillsammans med Richard Billinger fick hon 1932 Kleistpriset, landets förnämsta litteraturpris, det sista året priset utdelades. Hon fick det för sitt samlade verk, medan Billinger fick det för sitt drama Rauhnacht (1931).
Else Lasker-Schüler tillhörde de tyska författare som beskrevs som "skadliga och oönskade" i Nazityskland. Detta innebar att Reichsschrifttumskammer, den likriktande riksorganisationen för författare under ledning av Reichskulturkammer, gav henne yrkesförbud med början 1933. Hennes verk förbjöds och boktitlar avlägsnades ur boklådor och offentliga bibliotek. Hon förkastades både som representant för expressionismen och för sitt judiska arv.
I juli 1937 beslagtog Propagandaministeriet 30 teckningar av henne på Kronprinzenpalais i Berlin, därför att de definierades som Entartete Kunst. Flera av dem valdes sedan ut för smädeutställningen "Der ewige Jude" på Deutsches Museum i München 1937–1938. De visades även på den sista hållplatsen för vandringsutställningen Entartete Kunst i Halle 1941. De flesta förvärvades därefter av särskilt utvalda tyska konsthandlare ur värdedepåer och fördes utomlands. Sedan 1997 tillhör några Else Lasker Schüler-sällskapet i Wuppertal som fått dem till skänks. De visas på konstmuseet i Solingen som upprättat ett Zentrum für verfolgte Künste ["Centrum för förföljda konstarter"]. En del av de övriga teckningarna finns på Pinakothek der Moderne i München. Andra är i privat ägo.
| ” | Ser du mig mellan himmel och jord? Aldrig korsade någon min stig. Men ditt ansikte värmer min värld, det är från dig som allting blommar. När du ser på mig, blir mitt hjärta ljuvt. Jag ligger under ditt leende och lär mig förbereda dagen och natten, att trolla fram dig och få dig att försvinna, det är en lek som upptar mig jämt. | „ |

Strax före premiären på Preussisches Staatstheater Berlin av hennes skådespel Arthur Aronymus und seine Väter togs detta bort från spelplanen. Och 1938 fråntogs författaren sitt tyska medborgarskap. Våren 1933 hade Else Lasker-Schüler sökt sin tillflykt till Zürich i Schweiz, men inte lyckats få arbetstillstånd där. Åren 1934 och 1937 hade hon besökt Brittiska Palestinamandatet. 1939 reste hon dit en tredje gång och på grund av andra världskrigets utbrott senare samma år kunde hon inte återvända till Schweiz. 1944 blev hon svårt sjuk. Efter en hjärtattack avled hon i januari 1945. Hon är begravd på Oljeberget i Jerusalem.
På 150-årsdagen av poetens födelse uruppfördes 2019 i Wuppertal den symfoniska dikten Ich habe dich gewählt... av tonsättaren Lutz-Werner Hesse (född 1955), med texter av Else Lasker-Schüler.

## Verkförteckning (originalutgåvor)
- Styx,[4] dikter (Berlin: Juncker, 1902)
- Der siebente Tag,[5] dikter (Berlin-Charlottenburg: Verlag des Vereins für Kunst, 1905)
- Das Peter Hille-Buch,[5] legendsamling (Stuttgart & Berlin: Junker, 1906)
- Die Nächte der Tino von Bagdad,[5] dikter och noveller (Berlin: Juncker, 1907)
- Die Wupper,[5] "skådespel i fem upptåg", (Berlin: Oesterheld, 1909. Urpremiär 1919)
- Meine Wunder,[5] dikter (Karlsruhe & Leipzig: Dreililien, 1911)
- Mein Herz,[5] "en kärleksroman med bilder och verkligt levande människor" (München: Bachmair, 1912)
- Hebräische Balladen [5] (Berlin-Wilmersdorf: A.R. Meyer, 1913)
- Essays (Berlin: Cassirer, 1913)
- Gesichte. Essays und andere Geschichten (Leipzig: Wolff, 1913)
- Der Prinz von Theben,[5] "en historiebok" (Leipzig: Verlag der Weißen Bücher, 1914)
- Die gesammelten Gedichte (Leipzig: Verlag der Weißen Bücher, 1917)
- Der Malik. Eine Kaisergeschichte [5] (Berlin: Cassirer, 1919)
- Gedichte, 2 delar (Berlin: Cassirer 1920) Ingår:
- Hebräische Balladen (utökad version)
- Die Kuppel
- Der Wunderrabiner von Barcelona, berättelse (Berlin: Cassirer, 1921)
- Theben, dikter och litografier (Frankfurt a. M.: Querschnitt, 1923)
- Ich räume auf! Meine Anklage gegen meinen Verleger (Zürich: Lago, 1925)
- Arthur Aronymus. Die Geschichte meines Vaters,[5] berättelse (Berlin: Rowohlt, 1932)
- Arthur Aronymus und seine Väter,[5] teaterversion 1932 (urpremiär 1936)
- Konzert,[5] prosa (Berlin: Rowohlt, 1932)
- Das Hebräerland,[5] prosa (Zürich: Oprecht, 1937)
- Mein blaues Klavier. Neue Gedichte [5] (Jerusalem: Jerusalem Press, 1943)
- IchundIch. Eine theatralische Tragödie, efterord av Margarete Kupper, uruppförande 1979 (München: Kösel, 1980)

- Mein lieber, wundervoller blauer Reiter, privat brevväxling mellan Else Lasker-Schüler och Franz Marc (Düsseldorf: Artemis & Winkler, 1998)

### Utgivet på svenska
- Verk av Else Lasker-Schüler i svensk översättning (1934–1995). litteraturbanken.se
- Dikter & porträtt, en urvalsvolym i tolkning och med efterord av Peter Handberg, Ersatz, 2008)
- Pärlor ur min krona, ett dikturval i tolkning av Marie Tonkin (Stockholm: Bokförlaget Lejd, 2022)

## Film om Lasker-Schüler
Den tyska regissören Helma Sanders-Brahms gjorde 1996 en spelfilm om Else Lasker-Schüler och Gottfried Benn: Mein Herz - Niemandem! (Mitt hjärta tillhör ingen). Filmens titel var ursprungligen en dedikation i 1920 års utgåva av Lasker-Schülers brevroman Mein Herz.

### Fotnoter
1. ↑  läs online, www.oeaw.ac.at , läst: 20 oktober 2021.[källa från Wikidata]
2. ↑  25 mars 1902 skedde uruppförandet av Zehn Gesänge zu Dichtung von Else Lasker-Schüler. Für eine Singstimme und Klavier. Op. 1. Tonsättningarna gavs senare ut av musikförlaget Reinike i Berlin 1904.
3. ↑  
Lista över förbjudna författare under den nazistiska eran. (de.wikipedia.org) (tyska)
4. ↑  Debutdiktsamlingen läsbar hos projekt-gutenberg.org (tyska)
5. 1 2 3 4 5 6 7 8 9 10 11 12 13 14  projekt-gutenberg.org
6. ↑  Helma Sanders-Brahms på Filmportal  Arkiverad 30 juni 2011 hämtat från the Wayback Machine.